# ریچارد لیترمن
ریچارد لیترمن (انگلیسی: Richard Leiterman؛ ‏ ۷ مارس ۱۹۳۵ – ۱۴ ژوئیهٔ ۲۰۰۵) فیلم‌بردار اهل کانادا بود که بابت فیلم‌برداری فیلم‌های مستند و فیلم‌های بلند در دهه‌های ۱۹۶۰ و ۱۹۷۰ شناخته می‌شود. سبک سینما وریتهٔ او در شناساندن سینمای کانادا نقش داشت.
وی در پورکیوپاین جنوبی در شمال استان انتاریو متولد شد و در ونکوور رشد یافت. او در جوانی رفتگر، ساحل‌روب و راننده کامیون بود. در اواسط دههٔ بیست‌سالگی‌اش، با تشویقِ شوهر خواهرش اَلن کینگ به تحصیل در رشتهٔ «تکنیسین تصویربرداری» در دانشگاه بریتیش کلمبیا پرداخت.
از فیلم‌هایی که وی در آن‌ها نقش داشته‌است، می‌توان به بازآیند اشاره نمود.